# Dijkhuizen (Achtkarspelen)
Dijkhuizen (Fries: Dykhuzen, [’dikhüzn]) is een veldnaam en buurtschap in de gemeente Achtkarspelen, in de Nederlandse provincie Friesland. Dijkhuizen ligt ten noordwesten van Gerkesklooster en ten zuidoosten van Buitenpost. De westelijke helft van de buurtschap, de Dijkhuisterweg heeft dezelfde postcode als Buitenpost, terwijl de andere helft. de weg Dykhuzen de postcode van Gerkesklooster heeft. De plaats heeft eigen plaatsnaamborden.
Dijkhuizen zelf werd in 1491 genoemd als een eigen plaats, toen vermeld als Dickhuesen. Een bewoner van de plaats of gebied werd in 1454 vermeld als Dycster. In 1529 werd de plaatsnaam als Dyckhusen vermeld, in 1664 als Dyckhuysen en vanaf de 19e eeuw Dijkhuizen. In de loop van de twintigste eeuw werd het meer een veldnaam. De naam De Dijken of Diken wordt gebruikt om het gebied ten noorden van de Dijkhuisterweg te aan te duiden.
De plaatsnaam verwijst naar het feit dat het een nederzetting van verspreide huizen was aan de dijk die langs de Oude Ried was aangelegd. Deze dijk was een oude hoofdroute tussen Leeuwarden en Groningen.
Dorpen: Augustinusga · Boelenslaan · Buitenpost · Drogeham · Gerkesklooster · Harkema · Kootstertille · Stroobos · Surhuisterveen · Surhuizum · Twijzel · Twijzelerheide

Buurtschappen: Barghiem · Blauwhuis · Blauwverlaat · Buweklooster · Buwetille · De Kooten · De Laatste Stuiver · Dijkhuizen · Egypte · Gerben Allesverlaat · Hamsterpein · Hamshorn · Hiltjemoeiswouden · Jachtveld · Kortwoude · Kuikhorne (deels) · Lutkepost · Monniketille · Ophuis · Opperkooten · Rohel · Roodeschuur · Surhuizumer Mieden · Uitland · Vierhuizen · Westerend · Wildpad (deels) · Wildveld

Friesland: Steden en dorpen      Nederland: Provincies · Gemeenten